# لیبرتیتوون (مریلند)
لیبرتیتوون (به انگلیسی: Libertytown) شهری در ایالت مریلند کشور ایالات متحده آمریکا است که جمعیت آن در سرشماری سال ۲۰۱۰ میلادی، ۹۵۰ نفر بوده‌است.